# 綠斑細棘鰕虎魚
綠斑細棘鰕虎魚（学名：Acentrogobius chlorostigmatoides）又稱綠斑細棘鰕虎，为輻鰭魚綱鱸形目鰕虎魚科細棘鰕虎魚屬的鱼类。分布于印度尼西亚、泰国至中国，包括南海、台湾海峡等海域，屬于近海暖水性底层鱼类，體長可達11公分。该物种的模式产地在Surabaya、Kammal。

## 扩展阅读
維基物種上的相關：綠斑細棘鰕虎魚